# Tabak

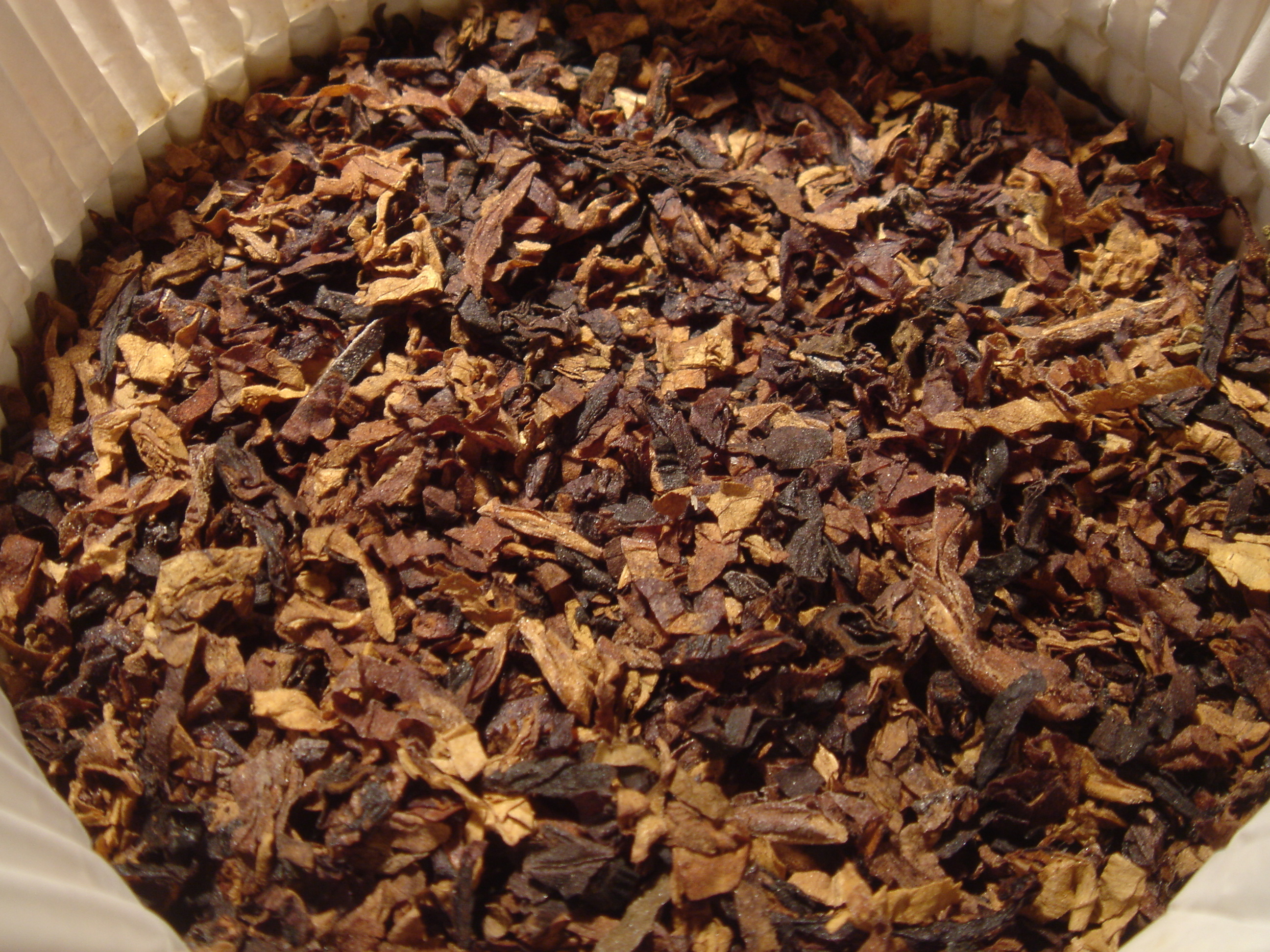
Tabak voor een pijp

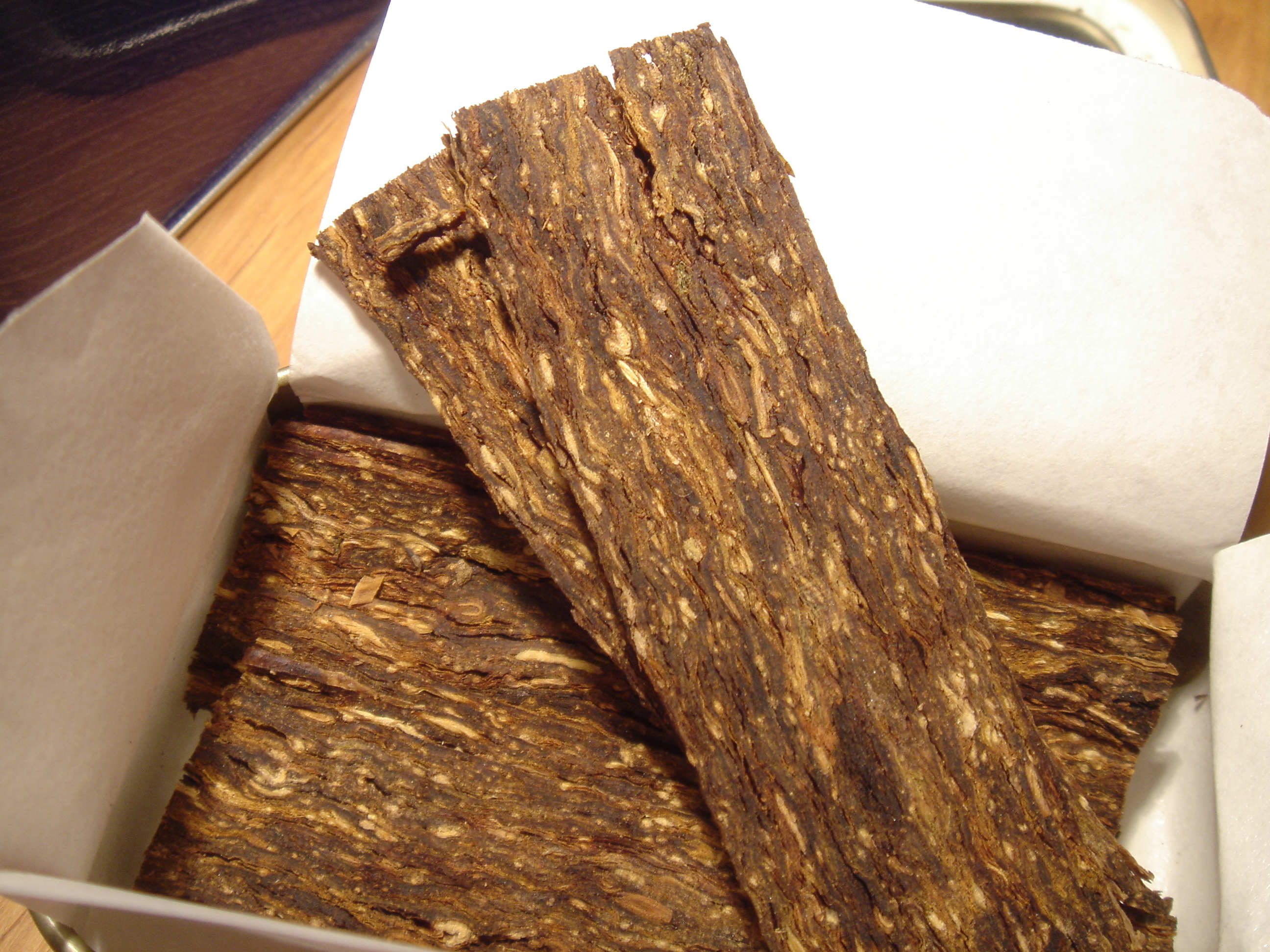
Geperste tabak

Tabak is een product afkomstig van de bladeren van de tabaksplant (Nicotiana tabacum) of verwante soorten zoals de boerentabaksplant (Nicotiana rustica), dat als genotmiddel wordt gerookt, gekauwd (gepruimd) en gesnoven.
De tabaksplant is een eenjarige plant, die in het algemeen op grote plantages wordt verbouwd, zie hiervoor het artikel tabaksteelt.
Rookbare vormen van tabak zijn shag, sigaretten, sigaren en pijptabak; voor het snuiven wordt tabak tot snuiftabak gemalen en om te kauwen als pruimtabak verkocht. Verreweg de meeste tabak wordt echter als sigaretten geconsumeerd. Eind 19e eeuw en begin 20e eeuw was het pruimen en snuiven van tabak de populairste vorm van tabaksgebruik in de westerse wereld. In 2017 waren er in Nederland 19.420 doden door gebruik van tabak, dat is 53 per dag, waarvan ongeveer 8600 stierven aan longkanker en 5200 aan COPD.

## Geschiedenis

### Etymologie
Het woord tabak wordt gebruikt voor de benaming van zowel de plant als het product van de plant. Het woord komt van het Spaanse tabaco, de Spanjaarden waren immers de eerste Europeanen die met de tabaksplant in aanraking kwamen. Over de oorsprong van het Spaanse tabaco zijn de bronnen niet eenduidig. Het kan ontleend zijn aan een woord uit een Arawaktaal, dat een soort pijp met twee pijpen betekende. Volgens de archeoloog Benoit Bérard zouden de Arowakken een ander woord gebruikt hebben voor de benaming van de tabaksplant.
Anderzijds kan het ook dat het woord tabaco al eerder gebruikt werd voor het benoemen van bepaalde geneeskrachtige planten. In dit geval komt het woord van het Arabisch ṭabbāq of ṭubbāq. Een bekend woord zou dan gebruikt zijn om de nieuwe plant te benoemen.

### Oorsprong in Centraal-Amerika
Lang voordat tabak in Europa bekend was, werd het door indianen in Zuid-Amerika al gebruikt. Historici beweren dat er al sprake was van tabaksgebruik vanaf de periode 6000-4000 v.Chr. aan de monding van de Amazone. Het roken van de gedroogde bladeren van de tabaksplant bestond reeds 1600 jaar voor onze jaartelling. Onderzoek van de restanten in een pijp van de Cherokee-indianen zorgde voor het bewijs hiervan. Er werden eveneens rotstekeningen ontdekt in Mexico die het gebruik van tabak illustreren. Ze dateren uit de periode 600-900 en zijn van de hand van Maya-indianen. Tabak zou in zeer diverse vormen geconsumeerd worden: gesnoven, gerookt, gedronken, als pleister. In een grot van een Colombiaanse sjamaan werd zelfs een illustratie gevonden van iemand die tabak toegediend kreeg via de anus. Noord-Amerikaanse stammen gebruikten bundels tabaksbladeren als handelswaar, het werd gerookt in pijpen. Er werd reeds gerookt op kinderleeftijd. Men geloofde dat tabak een gift was van de schepper en dat ingeademde tabaksrook het mogelijk maakte om in contact te komen met het bovenaardse.
Tabak werd eveneens gebruikt voor medische doeleinden: als pijnstiller bij oor- en tandpijn. Tabak roken werd gebruikt als remedie tegen koudes bij de indianen, de tabak werd gemixt met bijvoorbeeld de bladeren van de Salvia dorii of de wortels van schermbloemen. Gekauwde bladeren dienden als tegengif voor een slangenbeet, nadat het gif was uitgezogen. Tabak werd vermalen tot pap bij de behandeling van reuma en huidaandoeningen. De hongerstillende werking van tabak was eveneens al bekend bij de indianen. De tabaksplant was buiten het Amerikaanse continent ook bekend in Australië en op de Soenda-eilanden.

### Introductie van de plant in Europa

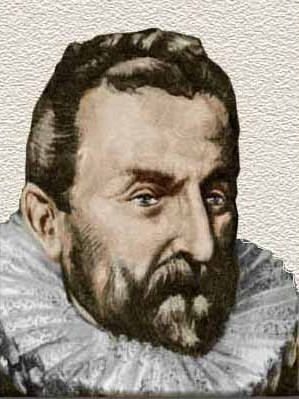
Jean Nicot, gravure uit 1876

De eerste Europeanen die in contact kwamen met tabak waren Christoffel Columbus en zijn bemanningsleden. Op 28 oktober 1492 zetten ze voet aan wal op Cuba. Daar zagen ze voor het eerst tabak. Bartolomé de las Casas, die Columbus vergezelde, schreef in zijn werk Historia de las Indias: "Het zijn gedroogde kruiden, verpakt in een gedroogd blad in de vorm van een papieren voetzoeker zoals jongens gebruiken op Pinksteren. Ze worden aangestoken aan het ene uiteinde, ze zuigen aan het andere uiteinde en ademen de rook in. Vervolgens zeggen ze dat ze geen vermoeidheid meer voelen."
Zeelui waren bijgevolg de eerste Europeanen die tabak rookten. In de havens rond de Middellandse Zee, ook die van Noord-Afrika, werd er eerder gerookt dan in Europa. Rodrigo de Jerez, Spaans zeeman en metgezel van Columbus in zijn eerste overtocht van de Atlantische Oceaan heeft de naam de eerste Europese roker te zijn. Hij rookte in 1518 openlijk in zijn geboortestreek Ayamonte. Hij werd door de inquisitie opgepakt en voor zeven jaar opgesloten op laster van ketterij.
Tabak begon aan zijn –voor die tijd– snelle verspreiding over het Europese vasteland. Het gebruik van tabak werd gestimuleerd omwille van zijn geneeskrachtige eigenschappen. Zo illustreert het voorval waarbij de monnik André Thévet, aalmoezenier van Catharina de' Medici, tabakspoeder adviseerde ter genezing van migraine. Jean Nicot (1530-1600) zou voor deze tabak gezorgd hebben. Nicot was als Franse gezant bij het Portugese hof goed vertrouwd met de Europese adellijke kringen en mede door zijn toedoen verspreidde het medische gebruik van tabak zich zeer snel in de hogere kringen. In 1571 schreef de Spaanse dokter Nicolas Monardes in zijn boek over heilzame planten dat tabak de remedie was voor 36 gezondheidsproblemen. In 1572 verscheen vermoedelijk het eerste werk waarin de tabaksplant uitvoerig beschreven werd van de hand van de Franse advocaat en geneesheer Jacques Gohory (1520–1576). In 1573 werden de eerste tabaksplanten aangeplant in Duitsland door de pastoor van Hatzenbühl.

#### Van medisch gebruik naar genotsproduct

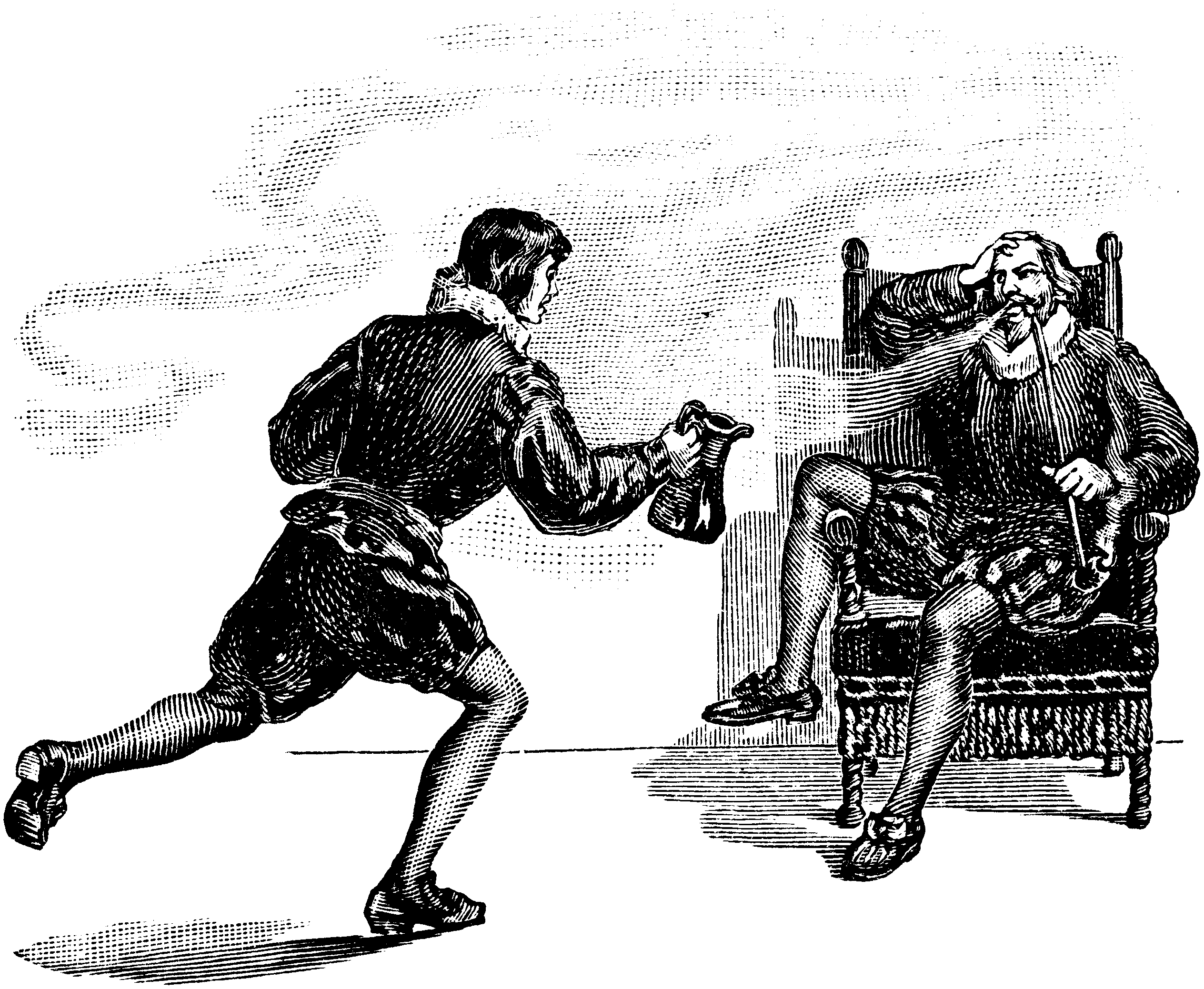
Raleigh als een van de eerste Europese pijprokers

Zolang de tabak voor medische doeleinden werd gebruikt in -vooral- de hoogste kringen was de Europese tabaksbehoefte eerder beperkt. Onder andere de Brit sir Walter Raleigh (1552 - 1618) zou aan deze toestand een einde maken. Raleigh was een dichter, schrijver, zakenman en fervent pijproker en door zijn toedoen werd het roken van tabak snel populair in Engeland en de Oostzee-landen. Hij was ook de man die de kolonie Virginia stichtte in de Nieuwe Wereld waar zich de grootste tabaksteelt van de 17de en 18de eeuw zou ontwikkelen. De popularisering van het tabaksgebruik wakkerde immers de vraag naar tabak aan. Al vroeg in de 17de eeuw was tabak het eerste luxe-artikel geworden dat de gewone man zich kon veroorloven, vaak ten koste van andere levensnoodzakelijke middelen. Vaak ging het om pruim- en snuiftabak.
Tabak werd zo populair dat het in de zeventiende eeuw evenzeer als betaalmiddel gebruikt werd.

### Eerste tegenstanders
Reeds van het begin stonden ook tegenstanders op van het tabaksgebruik. In het nabije en verre Oosten en in Rusland kon tabak op weinig begrip rekenen. Sultan Ahmed I van het Ottomaanse Rijk (1590–1617) boorde een gat door de neus van rokers. Rokers kregen de doodstraf onder sultan Murat IV, naar verluidt verloren 25.000 onderdanen omwille van die wet hun hoofd. Tsaar Michaël I van Rusland (1596–1645) liet rokers geselen of verbannen. In China stond de doodstraf op het roken.
Ook in Europa waren er tegenstanders: Jacobus I van Engeland verbood in 1619 het gebruik van tabak. Ook vanuit kerkelijke kringen probeerde men het tabaksgebruik te ontraden. De pausen Urbanus VIII (1568-1644) en diens opvolger Innocentius X (1574-1655) vaardigden rookverboden uit, beschouwden het als des duivels. Al deze maatregelen konden echter de opmars van de tabak niet belemmeren.

### Het commercieel opkweken van tabak

#### Nederland
De eerste tabak die gebruikt werd in Europa kwam uit kleine Europese aanplantingen en vooral door import uit Zuid-Amerika. De Spanjaarden wilden die handel controleren, ze maakten het landen als Engeland en Nederland moeilijk om tabak te verhandelen. Ze hadden Sevilla uitgeroepen tot tabakshoofdstad van Europa en alle tabak moest via deze stad verdeeld worden over het Europese continent. Deze onregelmatige import was ongetwijfeld een stimulans om in het begin van de zeventiende eeuw de eerste plantages aan te leggen voor tabak in Engeland en Nederland. Rond 1610 was er sprake van tabaksteelt in Veere en rond 1615 in Amersfoort. Verder is er sprake van teelten in Nijkerk (1650), Elst (1654), Huizen (1660) en Bemmel (1676). De pioniers in de tabaksteelt zullen ongetwijfeld tegen enkele teelttechnische problemen aangelopen hebben. Deze van oorsprong subtropische plant moet immers 90 tot 120 vorstvrije dagen hebben en vervolgens gedroogd worden. Aanvankelijk werd tabak in koude grond gezaaid maar vervolgens ging men zaaien in warme bakken of tabakskisten. Er werden opgehoogde bedden aangelegd en heggen geplaatst als bescherming tegen de wind. Zo ontstond er een typisch heggenlandschap. Men bemestte de percelen met dierlijke mest. Voor het drogen van de tabak werden vanaf 1660 tabaksschuren gebouwd. Om het drogen te bestendigen werd soms vuur gemaakt in de schuren, wat dan weer leidde tot brand.

#### Virginia

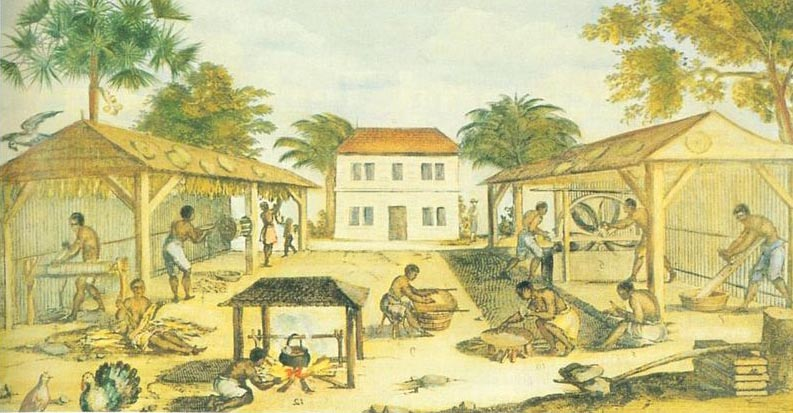
1670: slaven in de tabaksteelt in Virginia

John Rolfe, een Brits kolonist, bekwam in 1612 tabakszaad uit Spanje en ging dit aanplanten in de rijke gronden aan de rivier James. Een jaar later werd de eerste tabak geleverd aan het Engelse hof. De tabaksteelt in Virginia groeide exponentieel: In 1618 werd reeds 18 144 kg tabak naar Engeland verscheept. De teelt verspreidde zich over Virginia en concentreerde zich in de valleien. Dit leidde tot productiequota en tot inspectiewetten die de kwaliteit bepaalden. Niettegenstaande de groeiende vraag uit Europa leidde deze massale productie toch tot prijsdalingen.
De tabaksteelt was zeer arbeidsintensief. Aanvankelijk werd het werk gedaan door de plaatselijke families. Vanaf het eind van de 17de eeuw werden slaven aangevoerd om op de plantages te werken. In de periode 1698 – 1774 zouden er tussen de 80.000 en 100.000 slaven in Virginia aangekomen zijn.

#### België
In de 19e eeuw ontstond in België tabaksproductie in Wervik, Appelterre en de vallei van de Semois. De sigaren uit België werden in het land zelf verkocht, maar ook geëxporteerd.

## Economisch belang van tabak
| Grootste tabaksproducenten (in ton) | Grootste tabaksproducenten (in ton) | Grootste tabaksproducenten (in ton) |
| Land                                | 2012                                | 2017                                |
| ----------------------------------- | ----------------------------------- | ----------------------------------- |
| China                               | 3.200.000                           | 2.391.000                           |
| India                               | 875.000                             | 799.960                             |
| Brazilië                            | 810.550                             | 880.880                             |
| Verenigde Staten                    | 345.837                             | 322.120                             |
| Indonesië                           | 226.700                             | 153.320                             |
| Malawi                              | 151.150                             | 82.964                              |
| Argentinië                          | 148.000                             | 117.150                             |
| Tanzania                            | 120.000                             | 104.470                             |
| Zambia                              | 115.000                             | 131.510                             |
| World                               | 7.490.661                           | 6.501.646                           |

Tabak wordt vrijwel wereldwijd geproduceerd. In 2013 werd wereldwijd 7.606.741 ton tabak geproduceerd en dit is tot op heden het grootste geproduceerd jaarvolume. China is met voorsprong de grootste producent met een volume van ruim 36% van de wereldproductie (2017). De Chinese productie groeide zeer sterk vanaf 1980 (1 miljoen ton) tot 1985 (2,4 miljoen ton) De tabaksoogst blijft een zeer arbeidsintensieve activiteit en bijgevolg is de productie de laatste decennia verschoven naar de ontwikkelingslanden. In landen als Zambia en Zimbabwe zag men het volume in de periode 2000 - 2009 verzevenvoudigen. De productie in de Verenigde Staten daalde in de periode 1975-2005 van 1 miljoen ton naar 295.000 ton.

### China
De tabaksproductie verstrekt aan 20 miljoen Chinese rurale huishoudens een inkomen. Er wordt geteeld op 1,08 miljoen hectare land.(2017) Tabak is echter niet de meest renderende landbouwactiviteit voor de Chinese boer, katoen en suikerriet leveren meer op. Dit komt doordat de Chinese overheid de marktprijs bepaalt en zo een inkomensgarantie biedt. Deze prijs ligt lager dan de vrije marktprijs op de wereldmarkt. De State Tobacco Monopoly Administration (STMA)(Chinees: 中国烟草总公司), opgericht in 1982, controleert de tabaksproductie, marketing, import en export van alle tabakswaren. Ze is verantwoordelijk voor 12% van de staatsinkomsten. De Chinese tabaksteelt kent sinds 2013 een dalende trend.

### India
India telt 96.865 geregistreerde tabaksboeren en een onbekend aantal niet geregistreerde telers. Als geregistreerde boeren tabak tekortkomen voor hun handel kopen ze die in bij niet-geregistreerde boeren. India voert sinds 1949 een beleid dat de tabaksproductie stimuleert. De tabaksindustrie zou werk bieden aan 38 miljoen Indiërs. De belasting op tabak zorgt voor 2% van de Indiase staatsinkomsten. De sigarettenindustrie wordt gedomineerd door vier multinationale bedrijven waarvan de ICT-groep de grootste is met een marktaandeel van 70%. De Indiase overheid en verschillende staten nemen maatregelen om het roken te ontmoedigen. Zo is het in de meeste staten verboden te roken in publieke gebouwen en is het verboden sigaretten te tonen in films. Het is verplicht op sigarettenverpakkingen gezondheidswaarschuwingen te plaatsen.

### Brazilië
Ongeveer 135.000 Braziliaanse familiebedrijven zijn voor hun hoofdinkomen afhankelijk van de tabaksteelt. 2,2 miljoen mensen waren in 2000 werkzaam in de tabaksindustrie. De tabaksteelt besloeg nooit meer dan 0,7% van de bewerkte landbouwgrond. De Braziliaanse tabaksteelt bevindt zich hoofdzakelijk in het zuiden en noordoosten van het land. De tabakssector is jaarlijks goed voor 2,1 miljard dollar staatsinkomsten. Sinds 1989 heeft het ministerie van gezondheid een orgaan (INCA) dat het tabaksverbruik en zijn gezondheidsrisico's in kaart brengt. Het zette diverse programma's op die het tabaksverbruik moeten beperken.

### Verenigde Staten

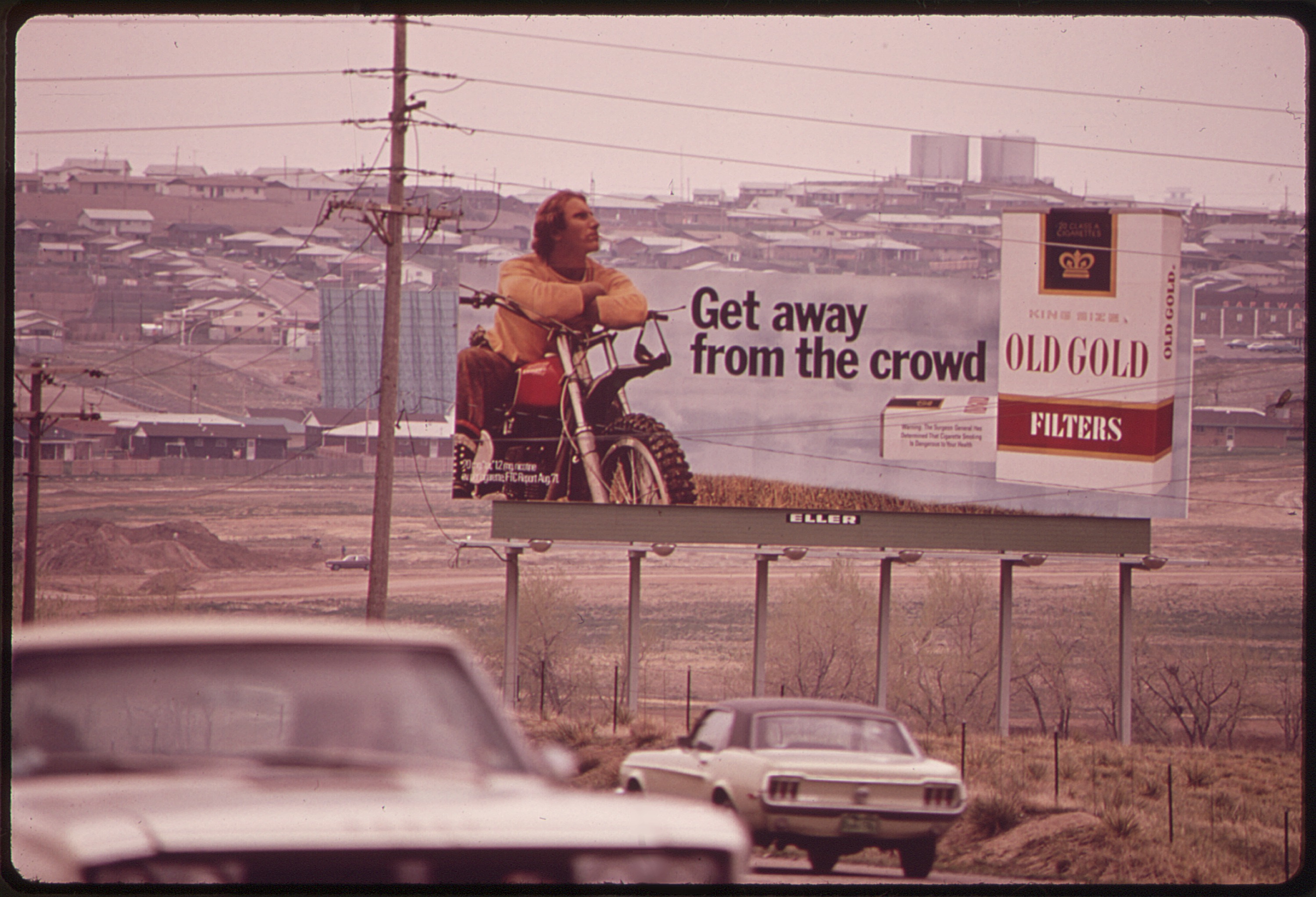
publiciteitsbord voor een sigarettenmerk van Lorrilard (1972)

De tabaksproductie in de Verenigde Staten bereikte zijn hoogtepunt in 1975 met bijna een miljoen ton tabak. Sindsdien is de hoeveelheid gekweekte tabak stelselmatig teruggelopen. 71% van de productie wordt gerealiseerd in de staten Kentucky en North Carolina. Er wordt tabak verbouwd in 16 Amerikaanse staten. Het aantal bedrijven daalde van 500.000 in 1950 naar 10.000 in 2007. De verkoop van tabaksproducten is voor het overgrote deel in handen van drie grote multinationals: Philip Morris USA, met de sigarettenmerken Marlboro en L&M beheerst 46,1% van de markt. Reynolds American Inc. (Camel, Winston) is goed voor 24,9% marktaandeel en Lorrillard (Newport, Kent) staat voor 13,7% (cijfers 2011). Deze bedrijven hebben naast hun activiteiten in de tabak ook belangen in diverse andere takken van de Amerikaanse industrie en hebben ook fabrieken voor tabakswaren buiten de V.S. Ze zijn nauw verweven met de Amerikaanse politiek door de steun die ze verlenen aan politieke campagnes. De productie en handel in tabaksproducten wordt van oudsher begeleid door imposante publiciteitscampagnes ter stimulering van het gebruik. Deze reclame voor tabaksproducten wordt in de 21ste eeuw steeds verder aan banden gelegd.

## Wetgeving

### Nederland

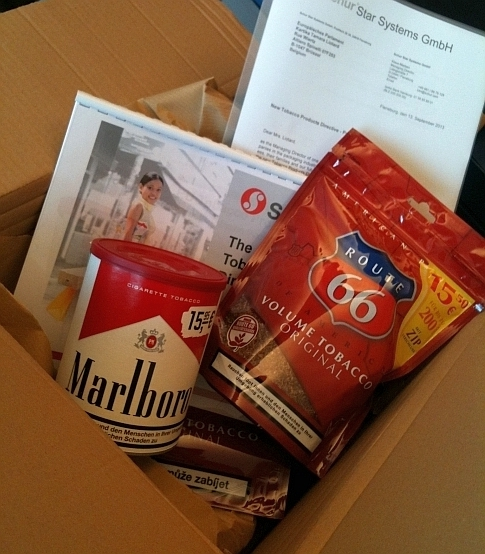
Doos met tabakswaren die Europarlementslid Kartika Liotard ontving in september 2013 naar aanleiding van een stemming over het bestrijden van de gevaren van het roken. Ze stuurde het geschenk verontwaardigd terug omdat ze de beïnvloeding door de tabaks- en verpakkingsindustrie een ongewenste vorm van lobbyen vond.

In Nederland is het sinds 1 januari 2014 verboden tabak te verkopen aan jongeren onder de 18 jaar.

### België
In België is de verkoop van tabak sinds 1 november 2019 verboden onder 18 jaar.
Het is sinds 2003 verboden te roken in overheids- en publieke gebouwen, openbaar vervoer en scholen. Sinds 1 juli 2011 bepaalt een wet dat het in alle horecazaken verboden is te roken. De eigenaars dienen zichtbaar verbodstekens te plaatsen. Roken is wel nog toegestaan in speciaal daarvoor ingerichte rookkamers en op terrassen.
Sinds 1 januari 2020 moeten tabaksproducten zoals sigaretten en rol- en waterpijptabak, en aanverwante producten (vb. vloeipapier, sigarettenfilters) verkocht worden in een neutrale verpakking, zonder logo's of promotieteksten. Als kleur wordt enkel groen-bruin aanvaard. Op de verpakking mogen enkel het merk, het type en de hoeveelheid worden vermeld, alleen maar in één soort lettertype.

### Wereldwijd
Er is reeds enkele jaren een tendens in de meeste landen waarbij de consumptie van tabak verboden of bemoeilijkt wordt. In Australië mogen er sinds 1 december 2012 enkel nog sigaretten verkocht worden in plain packaging. Ook in Ierland en Nieuw-Zeeland is een dergelijke wet van kracht. Deze maatregel werd ook goedgekeurd in het Britse parlement en treedt in werking vanaf mei 2016. In Canada werden de drie sigarettenfabrikanten Imperial Tobacco, Rothmans Benson & Hedges en Japan Tobacco International, die in Canada actief zijn, veroordeeld tot een recordboete van 11,3 miljard euro omdat ze te weinig de gevaren van het roken hadden gecommuniceerd naar de consumenten. De veroordeelde partijen gaan hiertegen in beroep. Gelijkaardige rechtszaken in de Verenigde Staten werden in beroep terug geneutraliseerd. Vanaf 1 juni 2015 is het in China verboden te roken in alle publieke gebouwen en in bepaalde publieke open ruimtes.
De Wereldgezondheidsorganisatie stelde in 2005 een protocol op dat de illegale handel in tabaksproducten moet inperken. Op 4 maart 2015 hadden reeds 180 landen dit protocol geratificeerd.

## Gevolgen voor de gezondheid
Vooral het gebruik van rookbare vormen van tabak, en dan met name sigaretten, vormt een belangrijke oorzaak van gezondheidsproblemen over de gehele wereld. Rokers hebben een 5 tot 10 jaar kortere levensverwachting dan niet-rokers. Vele ziekten hebben een min of meer sterke relatie met het gebruik van tabak, zoals vrijwel alle vormen van kanker, vele hart- en vaatziekten en verschillende aandoeningen van de luchtwegen. Tabaksrook bestaat uit zo'n 4000 aantoonbare giftige stoffen. Het totaal aantal giftige stoffen wordt geschat op 100.000, waarvan de aangetoonde stoffen ongeveer 95% van het volume uitmaken. Tientallen stoffen in tabaksrook zijn kankerverwekkend. De belangrijkste giftige stoffen zijn teer, nicotine, koolmonoxide en stikstofmonoxide. Daarnaast bevat tabaksrook nog talloze andere giftige stoffen, zoals nitrosaminen, formaldehyde, arseen, cyanide, PAK's, acroleïne, aceton, ammoniak, azijnzuur, DDT en benzeenverbindingen. Ook bevat het relatief veel pyridine en schadelijke pyridinederivaten. Tabak en tabaksrook bevat ook diverse schadelijke radioactieve isotopen. Deze aanwezige radioactieve isotopen (bijvoorbeeld lood 210 en polonium 210) zijn, voor het grootste deel, het resultaat van een wereldwijd veel gebruikte kunstmest voor de commerciële kweek van de tabaksplant.
Artsen raden het gebruik van tabaksproducten dan ook sterk af en in vele landen zijn gezondheidswaarschuwingen op de verpakking verplicht. In Nederland bestaat sinds 1990 de Tabakswet die sindsdien steeds verder aangescherpt wordt om het roken te ontmoedigen. Veel nationale overheden verdienen jaarlijks grote bedragen aan accijns op de verkoop van tabaksproducten: Zo leverden de belastingen en accijnzen op tabak 2,64 miljard op voor de Belgische staatskist in 2012. Voor Nederland bedroeg dit 2,49 miljard euro accijnzen in 2012. Anderzijds zijn er de zeer grote maatschappelijke kosten ten gevolge van het roken, zo kost de Nederlandse samenleving roken 33 miljard euro per jaar. Voor het grootste gedeelte gaat dit om de financiële waardering van verlies aan gezondheid. Dit zijn de zogenoemde zachte euro's: ze kunnen niet opnieuw  worden besteed aan andere doelen.

## Verslaving
Het feit dat roken een gewoonte is, werd al vroeg beschreven door diverse waarnemers van menselijk gedrag (schrijvers, psychologen, religieuze leiders). Pas in 1924 schreef Louis Lewin in zijn werk Phantastica over verslavende middelen: "de beslissende factor in de effecten van tabak, gewenst of ongewenst, is nicotine." Nog tot in de jaren 1970 en 1980 zou de gewoontevorming van tabaksgebruikers worden toegeschreven aan "psychologische verslaving". Pas toen begonnen studies te verschijnen die aantoonden dat nicotine lichamelijk verslavend is, in de zin dat een gebruiker die stopt, zowel lichamelijke als psychologische ontwenningsverschijnselen vertoont. Het verslavend effect wordt versterkt door het gebruik van de sigaret, die zorgt voor een piekdosis in de hersenen.
Het gebruik van tabak is een sociaal (weliswaar steeds minder) geaccepteerde vorm van drugs; vooral het in tabak aanwezige alkaloïde nicotine leidt ertoe dat gebruikers snel verslaafd worden en het zwaar valt met de eenmaal ontwikkelde "gewoonte" te stoppen door het optreden van gewenning en afhankelijkheid.

## Tabaksproducten
- Pijptabak
- Pruimtabak
- Shag
- Sigaar
- Sigaret
- Snuiftabak
- Snus